# George Deardorff McCreary

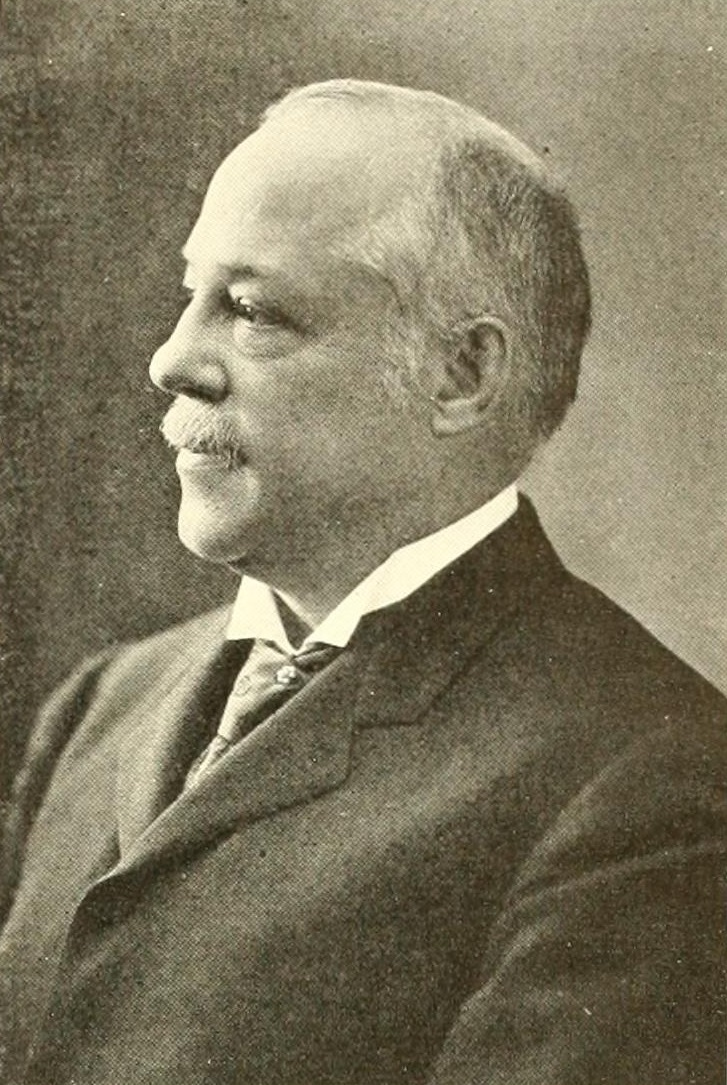
George Deardorff McCreary

George Deardorff McCreary (* 28. September 1846 in York Springs, Adams County, Pennsylvania; † 26. Juli 1915 in Philadelphia, Pennsylvania) war ein US-amerikanischer Politiker. Zwischen 1903 und 1913 vertrat er den Bundesstaat Pennsylvania im US-Repräsentantenhaus.

## Werdegang
George McCreary besuchte sowohl öffentliche als auch private Schulen in Philadelphia, wohin er mit seinen Eltern gezogen war. Zwischen 1864 und 1867 studierte er an der dortigen University of Pennsylvania. Danach arbeitete er bis 1870 in einer Kohlenfirma, die von seinem Vater geleitet wurde. Ab 1870 schlug er eine eigene Geschäftslaufbahn ein. Später begann er als Mitglied der Republikanischen Partei eine politische Karriere. Zwischen 1891 und 1895 war er sowohl Kämmerer der Stadt Philadelphia als auch im Philadelphia County.
Bei den Kongresswahlen des Jahres 1902 wurde McCreary im sechsten Wahlbezirk von Pennsylvania in das US-Repräsentantenhaus in Washington, D.C. gewählt, wo er am 4. März 1903 die Nachfolge von Thomas S. Butler antrat, der in den siebten Distrikt wechselte. Nach vier Wiederwahlen konnte er bis zum 3. März 1913 fünf Legislaturperioden im Kongress absolvieren. Zwischen 1909 und 1911 war er Vorsitzender des Committee on Ventilation and Acoustics. Im Jahr 1912 verzichtete er auf eine weitere Kandidatur.
Nach dem Ende seiner Zeit im US-Repräsentantenhaus war George McCreary hauptsächlich im Bankgewerbe tätig. Er starb am 26. Juli 1915 in Philadelphia.